# Govern d'Andorra 2015-2019
El Govern d'Andorra 2015-2019 correspon a la VII legislatura des de l'aprovació de la constitució andorrana, amb un govern del partit de centredreta Demòcrates per Andorra.

## Composició del govern
| Govern d'Andorra 2015–2019                            |                                                                 |         |                |
| Càrrec                                                | Titular                                                         | Titular | Partit polític |
| Cap de Govern                                         | Antoni Martí Petit 1r d'abril de 2015–16 de maig de 2019        |         | DA             |
| Finances                                              | Jordi Cinca Mateos 1r d'abril de 2015–16 de maig de 2019        |         | DA             |
| Afers Exteriors                                       | Gilbert Saboya Sunyé 1r d'abril de 2015–17 de juliol de 2017    |         | DA             |
| Afers Exteriors                                       | Maria Ubach Font 17 de juliol de 2017–16 de maig de 2019        |         | DA             |
| Administració Pública, Transports i Telecomunicacions | Jordi Alcobé Font 1r d'abril de 2015–9 de novembre de 2016      |         | DA             |
| Afers Socials, Justícia i Interior                    | Xavier Espot Zamora 1r d'abril de 2015–1r de març de 2019       |         | DA             |
| Salut, Afers Socials i Ocupació                       | Maria Rosa Ferrer Obiols 1r d'abril de 2015–4 de gener de 2016  |         | DA             |
| Economia, Competitivitat i Innovació                  | Gilbert Saboya Sunyé 17 de juliol de 2017–16 de maig de 2019    |         | DA             |
| Turisme i Comerç                                      | Francesc Camp Torres 1r d'abril de 2015–16 de maig de 2019      |         | DA             |
| Ordenament Territorial                                | Jordi Torres Falcó 1r d'abril de 2015–16 de maig de 2019        |         | DA             |
| Medi Ambient, Agricultura i Sostenibilitat            | Sílvia Calvó Armengol 1r d'abril de 2015–16 de maig de 2019     |         | DA             |
| Educació i Ensenyament Superior                       | Eric Jover Comas 1r d'abril de 2015–16 de maig de 2019          |         | DA             |
| Cultura, Joventut i Esports                           | Olga Gelabert Fàbrega 1r d'abril de 2015–16 de maig de 2019     |         | DA             |
| Salut                                                 | Carles Álvarez Marfany 22 de gener de 2016–16 de maig de 2019   |         | DA             |
| Funció Pública i Reforma de l'Administració           | Eva Descarrega Garcia 22 de desembre de 2016–16 de maig de 2019 |         | DA             |

## Cronologia

### Corralitopel blanqueig de diners a BPA
Poc després d'haver guanyat les eleccions del 2015, el govern d'Antoni Martí va intervenir BPA (Banca Privada d'Andorra) després que un informe del Departament del Tresor dels EUA col·loqués l'entitat financera en la categoria de "preocupació de primer ordre en matèria de blanqueig de capital". Segons el Departament del Tresor dels EUA, tres “alts executius” del BPA haurien facilitat, a canvi de suborns i comissions, operacions vinculades a l'activitat de grups criminals, especialment de Rússia i la Xina. En el comunicat asseguren que, 'durant anys, alts càrrecs de BPA han facilitat, essent-ne coneixedors, transaccions en nom d'emblanquidors de capital que actuaven per a organitzacions criminals transnacionals'. En concret, l'agència nord-americana diu que BPA va oferir 'ajuda substancial' a Andrei Petrov, un emblanquidor de diners que treballa per 'organitzacions criminals russes implicades en corrupció', i que va ser arrestat l'any 2013. El Banc d'Espanya va decidir d'intervenir l'entitat financera Banco de Madrid, propietat de Banca Privada d'Andorra (BPA). Ho va fer per 'assegurar la continuïtat de l'activitat' de l'entitat madrilenya, segons un comunicat que va fer públic. Es van designar dos treballadors del Banc d'Espanya com a interventors. El cap de govern d'Andorra en funcions, Toni Martí, va fer una compareixença davant els mitjans sense admetre preguntes l'endemà després de l'anunci. L'informe del Departament del Tresor dels EUA -un nou escàndol de corrupció en l'escena mediàtica- va ser notícia a la premsa internacional. El Tresor assenyala que el tercer directiu del banc també va acceptar "comissions exorbitants" per processar transaccions (per un valor de fins a dos mil milions de dòlars) relacionades amb el "desviament de fons" de la companyia estatal Petrolis de Veneçuela (PDVSA), fet que va fer pensar que tot plegat era una resposta a les crítiques a Obama per la seva mà feble amb la política internacional. El mateix dia en què sortia a la premsa la nota informativa del govern nord-americà, el lloc web de Ràdio i Televisió d'Andorra era objecte d'un hackeig per part del Moviment Ofensiva Hacker Underground, que ja havia atacat pàgines webs d'altres entitats o empreses importants d'arreu del món. La directora de l'Institut Andorrà de Finances va aparèixer en roda de premsa l'endemà de l'anunci per tal de donar una imatge de transparència i de bona gestió del sistema financer andorrà atès que la notícia sobre BPA amenaçava la reputació del país a l'exterior. La directora va sorprendre's de la notícia perquè deia que ja feia temps que l'assumpte estava en investigació i no entenia doncs que sortís ara a la premsa. El missatge d'Osan és que no es pot posar en dubte Andorra com a plaça financera per aquest fet. I que el problema és de mala pràctica d'uns directius de BPA (que diu que encara no se sap qui són) i no pas de balanços ni de solvència. L'INAF ha obert un expedient sancionador a BPA per a aclarir els fets que han motivat la investigació. Diu Osan que l'objectiu és mantenir el funcionament normal del banc i que no s'ha destituït pas el consell d'administració del banc, sinó que se l'ha posat sota tutela de dos interventors. Paral·lelament, Panamà va intervenir a la filial de BPA en aquell país. Segons expliquen fonts del banc consultades pel Periódico de Catalunya, "hi ha risc real que l'entitat no pugui fer front a les seves operacions i als seus dipositants", raó que va motivar la intervenció. Standard&Poor's va rebaixar un grau la qualificació d'Andorra que va passar de BBB+ a BBB i cal remarcar que durant la legislatura la notació va passar de AAA a BBB+. L'agència Fitch va rebaixar la notació de BPA en tres esglaons. De BB+ va passar a B+. Una notícia que es coneixia al mateix temps que la banca andorrana estudiava absorbir BPA. Mentrestant i per primer cop al país la gent retirava els diners dels seus comptes de BPA als caixerd. Segons el ministre portaveu, Jordi Cinca, les retirades d'efectiu havien augmentat d'un 50% de l'habitual. Però segons el seu parer no era una dada alarmant. En una entrevista a líder del partit ApC (Andorra pel Canvi), Eusebi Nomen, 8TV va traslladar-li la manca de transparència del govern andorrà quant a la gestió de BPA. Nomen considerava que el cap de govern havia de dimitir per la mala gestió de la crisi. L'acusava d'haver utilitzat les paraules maleïdes en el sector financer: "intervenció". Els EUA, reconeixien, tot i així que el govern havia actuat ràpid davant la crisi. Nomen va sortir a la televisió a rentar la imatge del país. En poques setmanes després de l'escàndol, es deté el primer directiu acusat de blanqueig i es prohibeix retirar més de 2500 euros dels caixers en un moment de degoteig constant de retirades de diners pels clients. I això que el govern andorrà havia declarat que no volia fer dimitir a ningú, afirmant que no hi hauria cap problema de solvència. La resta de bancs del país van voler informar mitjançant una nota de premsa conjunta que ells no tenien cap mena de problema per accedir als mercats internacionals i que donaven suport a la intervenció de l'INAF i del Govern d'Andorra. Precisament s'informava des de 8TV que els clients ja estaven passant els seus diners cap a altres entitats externes, principalment andorranes. Tot plegat mentre s'obria des del Banc d'Espanya (l'equivalent a l'INAF andorrà) el concurs de creditors. L'entitat va prohibir la treta de diners als seus clients, no garantint totalment el retorn atès que el més probable és que els diners passessin a ser destinats al pagament de l'administració i els assalariats. I també per primer cop al país, un banc era objecte de vandalisme. BPA va ser objecte de pintades fetes durant la nit presumptuosament per algun ciutadà. La premsa exterior va començar a parlar d'un corralito a Andorra.